# Acanthoplectron tenellum
Acanthoplectron tenellum är en insektsart som beskrevs av Peter Esben-Petersen 1918. 
Acanthoplectron tenellum ingår i släktet Acanthoplectron och familjen myrlejonsländor. Inga underarter finns listade i Catalogue of Life.